# 喬治皮博迪圖書館

喬治皮博迪圖書館位於巴爾的摩約翰·霍普金斯大學內，因其寬廣的空間又被稱為書本大教堂，圖書館落成於1878年，由埃德蒙·喬治·林德設計，原本是1857年成立的喬治皮博迪研究所的圖書館，不過喬治皮博迪研究所於1982年合併到約翰·霍普金斯大學，自此圖書館便成為大學的大學圖書館。圖書館除提供書本借閱的功能外，還罕見地對外開放入口大廳及閱覽室作活動用途。